# Сборная Кот-д’Ивуара по регби
Сборная Кот-д’Ивуара по регби (фр. Équipe de Côte d'Ivoire de rugby à XV) представляет Кот-д’Ивуар в международных матчах и соревнованиях по регби-15 высшего уровня. Команда принимает участие в ежегодных розыгрышах кубка Африки и признаётся Международным советом регби сборной третьего яруса. Национальная команда впервые созвана в 1990 году, и уже в 1995 году Кот-д’Ивуар стал участником мирового первенства. Впрочем, то выступление африканцев на кубке мира пока является единственным. В квалификации к чемпионату мира 2011 года ивуарийцы дошли до полуфинала, где провели два матча против Намибии, сыграв вничью дома и уступив на выезде. Игра относительно популярна среди учащихся школ Кот-д’Ивуара, однако общая численность регбистов в стране крайне мала: зарегистрировано всего лишь 14 клубов и 470 спортсменов соревновательного возраста.

## История
Национальная федерация регби была создана в марте 1990 года, в тот же месяц организация стала членом Международного совета регби. В 1995 году сборная играла на чемпионате мира, где в рамках группового этапа проиграла Шотландии, Франции и Тонга. В матче с британцами ивуарийцы потерпели самое крупное поражение в истории (0:89). Французам же африканская команда оказала большее сопротивление, занеся две попытки (18:54). Команде из Океании ивуарийцы уступили некрупно (11:29), тем не менее, игра завершилась трагично: игрок Кот-д’Ивуара Макс Брито в результате полученных травм был парализован.
После чемпионата сборная на три года покинула международную арену. Ивуарийцы продолжили соревнования лишь в отборочном турнире к чемпионату мира 1999 года. Небольшой выбор игроков и отсутствие серьёзной практики ослабили команду. Сборная проиграла все три матча, уступив Намибии (10:22), Зимбабве (0:32) и Марокко (3:6).
Затем последовал ещё один перерыв, составивший два с половиной года. «Слоны» играли на чемпионате Африки в 2001 году, дважды проиграв Марокко (11:18 дома, 18:20 в гостях). С командой Туниса ивуарийцы сыграли вничью в гостях (11:11), дома разгромив соперника (47:0).
Отбор к кубку мира 2003 года африканцы пропустили, проиграв Тунису (8:13) и Марокко (21:23). Следующий отборочный цикл команда начала уверенно, одержав победы над Сенегалом (20:6) и Зимбабве (33:3). Менее удачно сложились встречи с Марокко (9:9 дома, 7:23 в гостях) и Угандой (18:8 дома, 7:32 в гостях). В результате сборная выбыла из квалификационного турнира.
В последнее время сборная регулярно проигрывает соперникам из Марокко. Однако в квалификации к мировому кубку 2011 года ивуарийцы обыграли принципиальных соперников, причём сделали это в гостевом матче (21:9). Полуфинальные игры с Намибией команде не удались: сборная сыграла вничью в Абиджане (13:13) и проиграла в Виндхуке (14:54).

## Результаты

### Чемпионат мира
- 1987: команда не существовала
- 1991: не прошли отбор
- 1995: групповой этап
- 1999: не прошли отбор
- 2003: не прошли отбор
- 2007: не прошли отбор
- 2011: не прошли отбор
- 2015: не прошли отбор
- 2019: не прошли отбор

### Общие результаты
Обновление: 8 июля 2011 года.
| Соперник   | Матчи | Победы | Поражения | Ничьи | Успех, % | Набранные очки | Пропущенные очки | Разница |
| ---------- | ----- | ------ | --------- | ----- | -------- | -------------- | ---------------- | ------- |
| Замбия     | 2     | 2      | 0         | 0     | 100,00   | 56             | 27               | +29     |
| Зимбабве   | 4     | 2      | 2         | 0     | 50,00    | 59             | 67               | -8      |
| Камерун    | 1     | 1      | 0         | 0     | 100,00   | 17             | 10               | +7      |
| Кения      | 1     | 0      | 1         | 0     | 0,00     | 17             | 20               | -3      |
| Мадагаскар | 2     | 0      | 2         | 0     | 0,00     | 35             | 62               | -27     |
| Марокко    | 13    | 2      | 10        | 1     | 19,23    | 143            | 228              | -85     |
| Намибия    | 4     | 1      | 2         | 1     | 37,50    | 50             | 101              | -51     |
| Нигерия    | 1     | 1      | 0         | 0     | 100,00   | 29             | 17               | +12     |
| Сенегал    | 5     | 4      | 1         | 0     | 80,00    | 78             | 46               | +32     |
| Тонга      | 1     | 0      | 1         | 0     | 0,00     | 11             | 29               | -18     |
| Тунис      | 8     | 5      | 2         | 1     | 68,75    | 137            | 75               | +62     |
| Уганда     | 2     | 1      | 1         | 0     | 50,00    | 25             | 39               | -14     |
| Франция    | 1     | 0      | 1         | 0     | 0,00     | 18             | 54               | -36     |
| Шотландия  | 1     | 0      | 1         | 0     | 0,00     | 0              | 89               | -89     |
| Всего      | 46    | 19     | 24        | 3     | 44,56    | 675            | 864              | -189    |

## Текущий состав

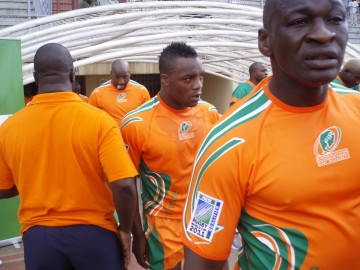
Ивуарийцы перед матчем со сборной Замбии, 21 июля 2008 года. Кот-д’Ивуар выиграл со счётом 32:9.

Состав на матч со сборной Нигерии в рамках отбора к чемпионату мира 2011 года.
Главные тренеры: Абубакар Камара, Людовик Ше.